# Edmond Decottignies

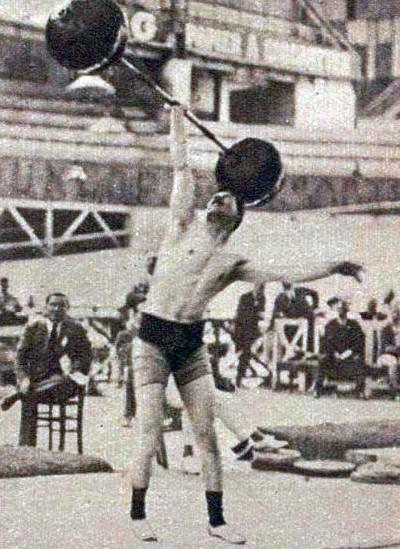
Edmond Decottignies

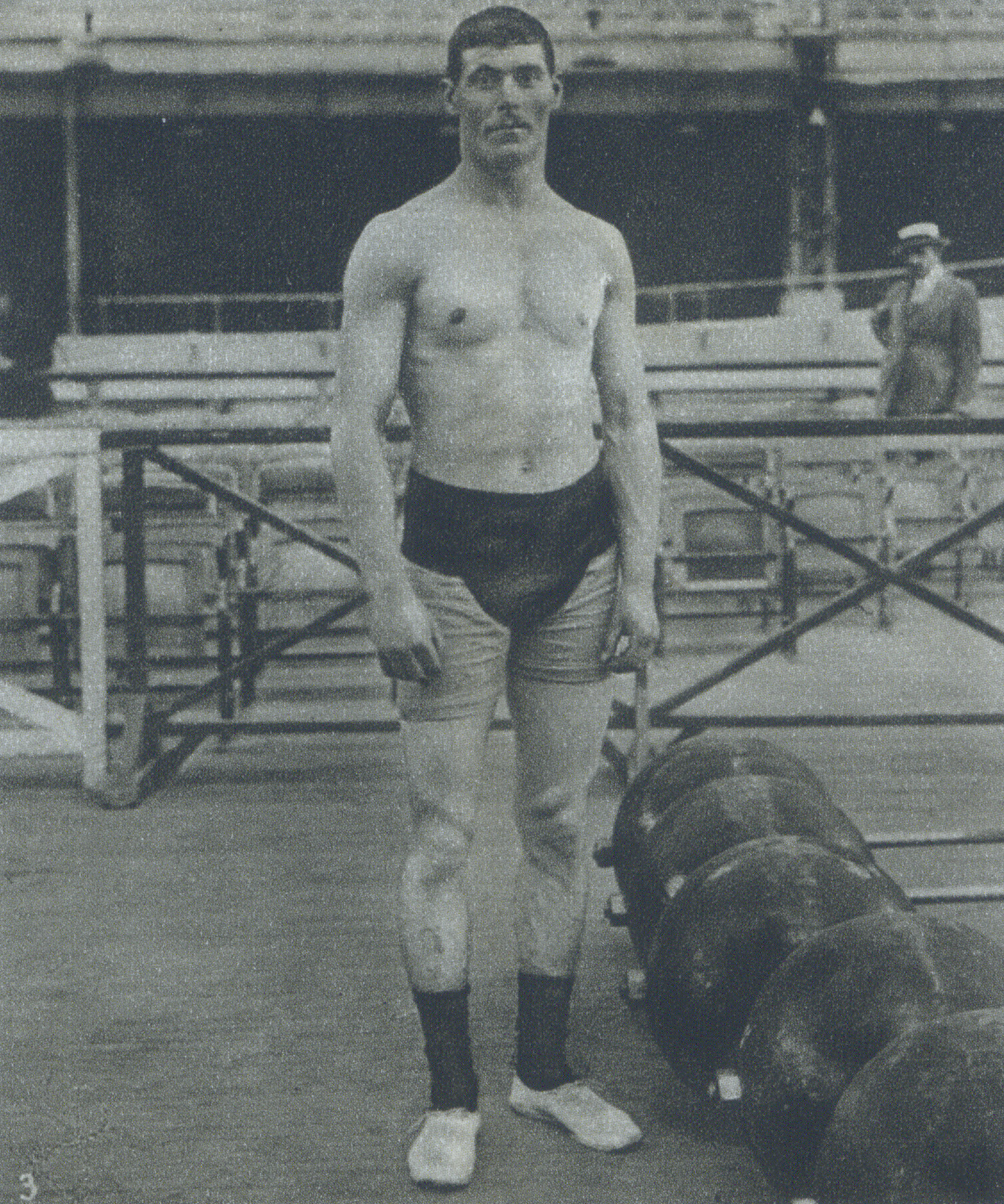
Edmond Decottignies, 1924

Edmond Decottignies (* 3. Dezember 1893 in Comines; † 3. Juni 1963) war ein französischer Gewichtheber. 

## Leben
Decottignies war schon als Junge ein guter Turner und entdeckte 1911 sein Talent für das Gewichtheben. Er wurde Mitglied im Verein Travailleurs de Comines und beteiligte sich schon vor dem Ersten Weltkrieg an Meisterschaften, u. a. an den Europameisterschaften 1913 in Nizza. Ergebnisse sind nicht bekannt.
Zu Decottignies größtem Erfolg wurde der Start bei den Olympischen Spielen 1924 in Paris. Er gewann dort die Goldmedaille im Leichtgewicht mit einer Leistung von 440 kg im Fünfkampf vor Anton Zwerina, Österreich, 427,5 kg und Bohumil Durdis, Tschechoslowakei, mit 425 kg. Der Wettbewerb setzte sich zusammen aus einarmigem Reißen und Stoßen sowie beidarmigem Drücken, Reißen und Stoßen.
In den Jahren 1921, 1923 und 1924 wurde Decottignies auch französischer Meister.
Zu Ehren von Edmond Decottignies wird, im Jahre 2006 schon zum elften Male, in Comines das Gewichtheberturnier Memorial Edmond Decottignies durchgeführt.